# Josette Wouters
Josette Wouters, née en 8 mars 1944 à Colleret, est une romancière française. 

## Biographie
Arrivée tardivement à l'écriture, elle ne détaillera jamais sa biographie, mais chacun de ses livres révèle sous une forme romanesque une partie de ce qu'elle a vécu ou dont elle a été témoin. 
Ses contes proposent une réflexion sur un fait de société qu'elle aborde sur le mode du merveilleux. Certains de ses romans s'adressent à la fois aux adultes et aux adolescents.

## Œuvres

### Romans adultes
- Maman réveille-toi, éditions Decoster, 2024
- Gravelines Blues, éditions Decoster, 2022
- Prends garde à toi, Marie, éditions Decoster, 2021
- Fallait pas jouer à ces jeux-là, éditions Nord Avril, 2020
- L'épingle de Fanny, éditions De Borée, format poche, 2018
- La Maison de Lou, éditions De Borée, 2017
- Le Passage à canote, éditions De Borée, 2015
- Chiens d'Arras, Polars en Nord, 2007

### Romans adolescents
- Maman réveille-toi, éditions Decoster, 2024
- Le Père de Louis, éditions Oskar, 2017
- Zamir, éditions Oskar, 2015

### Policiers jeunesse, éditions Aubane
- Libérez les lions, 2024
- Cheval vert en cavale, 2020
- Nuits d'enfer à Cambrai, 2017
- Le Voyage à Malo, 2016
- Le Gang du Sébasto, 2015
- L'Inconnu de Wazemmes, 2014
- Pas de braderie pour Charlie, 2013

### Albums illustrés, éditions Nord Avril
- Ô Jean Bart, quel bazar, 2013, illustrations Wonderjane
- La Petite étoile froufroutante, 2013, illustrations Marina Sauty
- Le Petit poireau qui ne voulait pas devenir de la soupe, 2011, illustrations Wonderjane
- Le Premier carnaval de P'tit Chat tigrou, 2011, illustrations Wonderjane
- La Petite grenouille aux pieds bleus, 2008, illustrations Sophie Léta

### Livre illustré, éditions Nord Avril
- L'Incroyable Secret de Martin, 2015, illustrations Samuel Péreira

### Album illustré Gautier-Languereau
- L'arbre des jours heureux, 2021, illustration Madeleine Brunelet